# UGC 113
UGC 113 es una galaxia espiral localizada en la constelación de Pegaso.